# Psaenythia portennia
Psaenythia portennia är en biart som beskrevs av Holmberg 1921. Psaenythia portennia ingår i släktet Psaenythia och familjen grävbin. Inga underarter finns listade i Catalogue of Life.